# مات جونز (لاعب كرة قدم)
مات جونز (بالإنجليزية: Matt Jones)‏ هو لاعب كرة قدم ومدرب كرة قدم بريطاني في مركز نصف الجناح، ولد في 9 أكتوبر 1970 في تشيسوك في المملكة المتحدة. لعب مع داغنهام وريدبريدج.